# Ayr Parkhouse Football Club
Maillots
Ayr Parkhouse Football Club est un ancien club de football écossais basé à Ayr, South Ayrshire, fondé en 1886 et dissous en 1910 à la suite de la fusion avec Ayr FC pour former Ayr United. Ils ont été membre de la Scottish Football League en 1902-03 puis de 1906 à 1910. 

## Histoire
Leur nom provient de la ferme de Parkhouse où les joueurs du club avaient l'habitude de s'entraîner. Leur stade a été Ballantyne Drive à leur début en 1886, avant rapidement de déménager à Racecourse (1886-88) puis de récupérer Beresford Park (1888-1910), qui était jusqu'alors occupé par leurs rivaux d'Ayr FC. Ils ont joué dans des ligues locales jusqu'en 1902 où ils s'affilièrent à la Scottish Football League. Avant cela, ils avaient réussi un beau parcours en Coupe d'Écosse en 1894-95 où ils avaient atteint les quarts de finale. Ils participèrent aussi à la saison inaugurale de la Glasgow and West of Scotland League en 1898-99, ainsi qu'à l'Inter County League.
En 1901, ils ont postulé sans succès à l'accession à la Scottish Football League avant d'obtenir satisfaction la saison suivante, devançant Saint Johnstone. Intégré à la Division 2, leur première saison fut un désastre, terminant à la dernière place. Ils ne demandèrent pas leur réintégration à la Scottish Football League et Aberdeen fut intégré à leur place. 
Après deux saisons hors ligue, ils furent de nouveau intégrés en 1906 à la Scottish Football League, en Division 2 et y restèrent jusqu'en 1910, date de leur fusion avec Ayr FC, qui jouait aussi dans la Scottish Football League, pour former Ayr United, club qui jouera au Somerset Park, ancien stade d'Ayr FC. C'est le premier exemple de fusion entre clubs de la ligue basés dans la même ville. Il faudra attendre 1994 et la fusion entre Inverness Thistle et Caledonian F.C. (en) pour former Inverness Caledonian Thistle, pour trouver un exemple similaire. Le but de cette fusion était de créer un club ayant les moyens de jouer en Division 1, ce qui arriva trois ans après.

## Palmarès
- Ayrshire Cup (en) : 1902